# Umm Ramool
Umm Ramool è un quartiere residenziale di Dubai.